# Maksim Shabalín

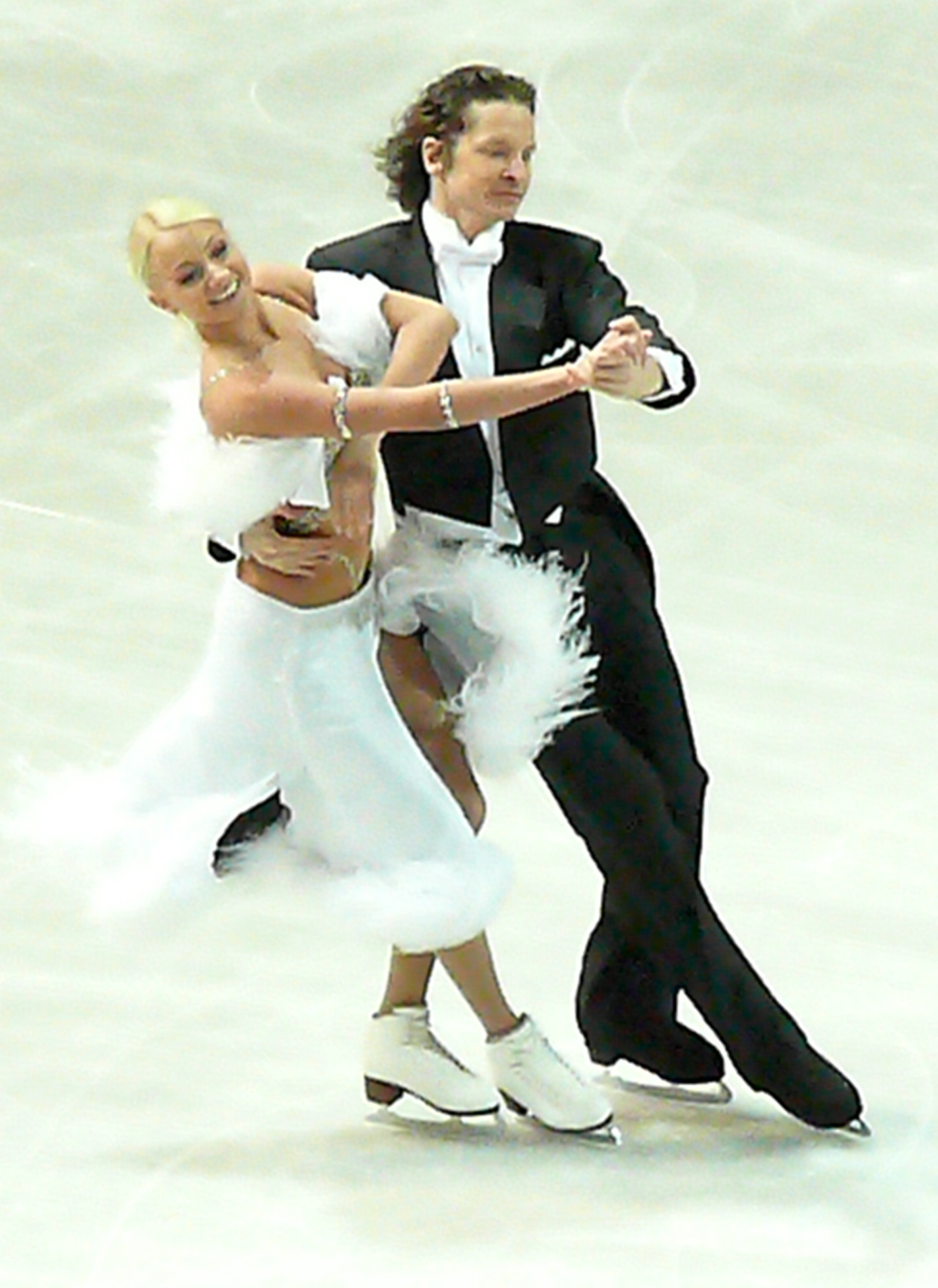
Oksana Dómnina y M. Shabalín (2007).

Maksim Andréevich Shabalín (Ruso: Максим Андреевич Шабалин, nació el 25 de enero de 1982 en Samara) es un patinador ruso de la categoría de danza. Compitió junto a Oksana Domnina con quien ganó la Final del Grand Prix 2007/2008, dos títulos del Campeonato Europeo en 2008 y 2010, los Campeonatos del Mundo en 2009 y la medalla de bronce en los XXI Juegos Olímpicos de Vancouver 2010. Previamente patinó junto a Elena Khaliavina para Rusia y con Margarita Toteva para Bulgaria.
Domnina y Shabalin formaron equipo en mayo de 2002, en su primera temporada ganaron todas las competencias Junior en las que participaron incluido el Campeonato Mundial Junior de 2003.
En junio de 2008 Domnina y Shabalin anunciaron que abandonarían a su entrenador Alexei Gorshkov para trasladarse a Pensilvania en los Estados Unidos para entrenar con Natalia Linichuk y Gennadi Karponossov.
Domnina y Shabalin cuentan con 11 medallas en las series del Grand Prix y son la primera pareja de danza en ganar los Campeonatos Mundiales Junior y Senior.
Se retiraron después de los Olímpicos de 2010.